# Beauchamp, Val-d'Oise
Beauchamp är en kommun i departementet Val-d'Oise i regionen Île-de-France i norra Frankrike. Kommunen ligger i kantonen Beauchamp som tillhör arrondissementet Pontoise. År 2022 hade Beauchamp 9 506 invånare.

## Befolkningsutveckling
Antalet invånare i kommunen Beauchamp
| Referens: INSEE |